# Naoki Sano
Naoki Sano (佐野直喜 Sano Naoki?) (Tomakomai, Hokkaido; 2 de febrero de 1965) es un artista marcial mixto y luchador profesional japonés, principalmente conocido por su trabajo en New Japan Pro Wrestling, Union of Wrestling Forces International y Pro Wrestling NOAH.

## Carrera

### New Japan Pro Wrestling (1984-1990)
En 1984, Naoki debutó en New Japan Pro Wrestling luchando contra Keiichi Yamada, su compañero en el dōjō. Como era costumbre entre los principiantes, Sano compitió como jobber el resto del año, y ascendió lentamente los años siguientes, enfrentándose a luchadores como Keiji Muto, Masahiro Chono y Shinya Hashimoto; de hecho, llegó a ganar la Young Lion Cup 1989, derrotando a Hiro Saito. Tras ello, Sano consiguió una oportunidad por el IWGP Junior Heavyweight Championship ante Jushin Liger, pero el combate acabó sin resultado cuando Naoki y Jushin se noquearon mutuamente. En la revancha, Sano prevaleció y ganó el título. Retuvo el campeonato ante Liger y Owen Hart, pero lo perdió de nuevo ante Jushin pocos meses más tarde. Naoki no duró mucho más en NJPW, ya que abandonó la empresa en marzo de 1990 ante un ofrecimiento de Super World of Sports.

### Super World of Sports (1990)
Nada más debutar en la nueva promoción Super World of Sports, Sano compitió en su primer torneo, en el cual fue vencido en la final por George Takano. Takano y él hicieron una alianza y participaron en la siguiente liga, que era en parejas, pero ésta fue ganada por Genichiro Tenryu & Koji Kitao, los mayores nombres de SWS. A pesar de las dos derrotas, Sano continuó esforzándose y llegó a ser el peso crucero más importante de la empresa, ganando el vacante SWS Light Heavyweight Championship contra Rick Martel. Tras defenderlo con éxito ante enviados de la World Wrestling Federation como Marty Jannetty y Chavo Guerrero, el título fue dejado vacante a consecuencia del cierre de SWS.

### Union of Wrestling Forces International (1992-1996)
Al cerrar su anterior empresa, Sano se encontró libre de nuevo. Debido al auge del estilo conocido como shoot wrestling, luchó un par de veces para Pro Wrestling Fujiwara Gumi, pero pronto se movió a la mayor empresa de shoot, Union of Wrestling Forces International, por recomendación de sus amigos Nobuhiko Takada y Kazuo Yamazaki. En ella, Naoki adoptó el nombre de Yuhi Sano y comenzó con una cuenta irregular de victorias y derrotas, pero con el paso de los años se estableció como un sólido miembro de UWF-i y llegó a derrotar a Yoji Anjo, por entonces principal heel. Al mismo tiempo, durante los programas conjuntos entre UWF-i y New Japan Pro Wrestling, peleó codo con codo con los de UWF-i contra sus antiguos colegas, venciendo a Jushin Thunder Liger en una de las pocas victorias del enfrentamiento.
Más tarde, durante otros programas conjuntos de UWF-i, esta vez con Wrestle Association R, Sano, Takada y Masahito Kakihara ganaron el WAR World Six Man Tag Team Championship, perdiéndolo poco después ante Yoji Anjo, Hiromichi Fuyuki & Crusher Bam Bam Bigelow. Sano también se enfrentó a su antiguo superior en SWS, Genichiro Tenryu, siendo derrotado. En diciembre, UWF-i cerró, y Sano (de nuevo bajo su nombre real) se internó en el circuito independiente de Japón.

### Pro Wrestling NOAH (2001-2012)
En 2001, Naoki se unió a Pro Wrestling NOAH, cambiando su nombre a Takuma Sano. Sano continuó en la división peso crucero, pero al poco tiempo ascendió a la de peso pesado y se alió con Akira Taue y Daisuke Ikeda.
Después de 11 años de carrera en NOAH, Sano fue liberado de su contrato a petición suya en 2012 y se hizo freelancer, empezando a aparecer en Osaka Pro Wrestling.

## En lucha
- Movimientos finales
  - High-speed roundhouse kick a la cabeza del oponente[3]
  - Sole kick a la cara de un oponente arrodillado[1][2]
  - Bridging double chickenwing suplex[4]
  - Scoop brainbuster[1][2] - 2001-presente

- Movimientos de firma
  - Yurikamome[2] (Inverted double leg Nelson neck crank) - adoptado de Kazushi Sakuraba
  - Boston crab
  - Bow and arrow strecht
  - Cross armbar
  - Double foot stomp,[2] a veces desde una posición elevada[2]
  - Dropkick, a veces desde una posición elevada[2]
  - Sitout one shoulder crucifix powerbomb[2]
  - Suicide dive[2]
  - Surfboard
  - Varios tipos de suplex:
    - Double chickenwing
    - Double underhook
    - Release German[2]

## Campeonatos y logros
- Frontier Martial-Arts Wrestling
  - FMW World Junior Heavyweight Championship (1 vez)

- International Wrestling Revolution Group
  - Distrito Federal Trios Championship (1 vez) - con Yoshihiro Asai & Hirokazu Hata

- New Japan Pro Wrestling
  - IWGP Junior Heavyweight Championship (1 vez)
  - Young Lion Cup (1989)

- Pro Wrestling NOAH
  - GHC Tag Team Championship (1 vez) – con Yoshihiro Takayama
  - Global Tag League (2010) - con Yoshihiro Takayama

- Super World of Sports
  - SWS Light Heavyweight Championship (1 vez)

- Wrestle Association R
  - WAR World Six-Man Tag Team Championship (1 vez) - con Nobuhiko Takada & Masahito Kakihara
  - WAR Six Man Tag Team Title Tournament (1996) - con Nobuhiko Takada & Koki Kitahara

- Wrestling Observer Newsletter
  - WON Combate del año (1990) contra Jushin Liger el 31 de enero

## Récord en artes marciales mixtas
| Resultado | Récord | Oponente           | Método                  | Evento                   | Fecha                 | Ronda | Tiempo | Localización              | Notas |
| --------- | ------ | ------------------ | ----------------------- | ------------------------ | --------------------- | ----- | ------ | ------------------------- | ----- |
| Derrota   | 0-4    | Carlos Newton      | Sumisión (cross armbar) | PRIDE 9                  | 4 de junio de 2000    | 1     | 0:40   | Yokohama, Kanagawa, Japón |       |
| Derrota   | 0-3    | Keiichiro Yamamiya | TKO (golpes)            | Pancrase: Breakthrough 3 | 9 de marzo de 1999    | 1     | 10:43  | Tokio, Japón              |       |
| Derrota   | 0-2    | Satoshi Honma      | TKO (puñetazos)         | PRIDE 4                  | 11 de octubre de 1998 | 1     | 9:25   | Yokohama, Kanagawa, Japón |       |
| Derrota   | 0-1    | Royler Gracie      | Sumisión (cross armbar) | PRIDE 2                  | 15 de marzo de 1998   | 2     | 3:14   | Yokohama, Kanagawa, Japón |       |